# Obloke
Obloke este o localitate din comuna Tolmin, Slovenia, cu o populație de 36 de locuitori.